# Sploščeni dvorednik
Sploščeni dvorednik (znanstveno ime Diphasiastrum complanatum) je vrsta lisičjakovcev, ki uspeva v suhih iglastih gozdovih na severni hemisferi. Pod prvotnim imenom Lycopodium complanatum je predstavljala supervrsto,in tako tedaj vključevala številne druge vrste, za katere je danes znano, da so ločene.

## Naravni habitat
Po trenutno priznani takosonomiji rastlina uspeva v Kanadi, na Grenlandiji, v severni in srednji Evropi, vključno z gorskimi regijami Britanskega otočja, Rusije, Kitajske, Japonske, Indije, Tajske in severnih Združenih držav.

## Opis
Diphasiastrum complanatum je trajnica, ki se širi s pomočjo pritlik po tleh. Nadzemna stebla se ponavadi razvejajo v isti ravnini (od tod pridevnik 'complanatum', kar v latinščini pomeni 'ista ravnina'). Sporangiji na koncih vej uspevajo navpičnih skupinah do 4 naenkrat.